# Сен Лу Жеанж
Saint-Loup-Géanges (фр. Saint-Loup-Géanges) насеље је и општина у источном делу централне Француске у региону Бургоња, у департману Саона и Лоара која припада префектури Шалон сир Саон.
По подацима из 2011. године у општини је живело 1589 становника, а густина насељености је износила 61,78 становника/km². Општина се простире на површини од 25,72 km². Налази се на средњој надморској висини од  метара.

## Демографија
| 1962. | 1968. | 1975. | 1982. | 1990. | 1999. | 2011. |
| ----- | ----- | ----- | ----- | ----- | ----- | ----- |
| 543   | 524   | 519   | 584   | 708   | 765   | 1.589 |

График промене броја становника у току последњих година